# تكبد الرئتين

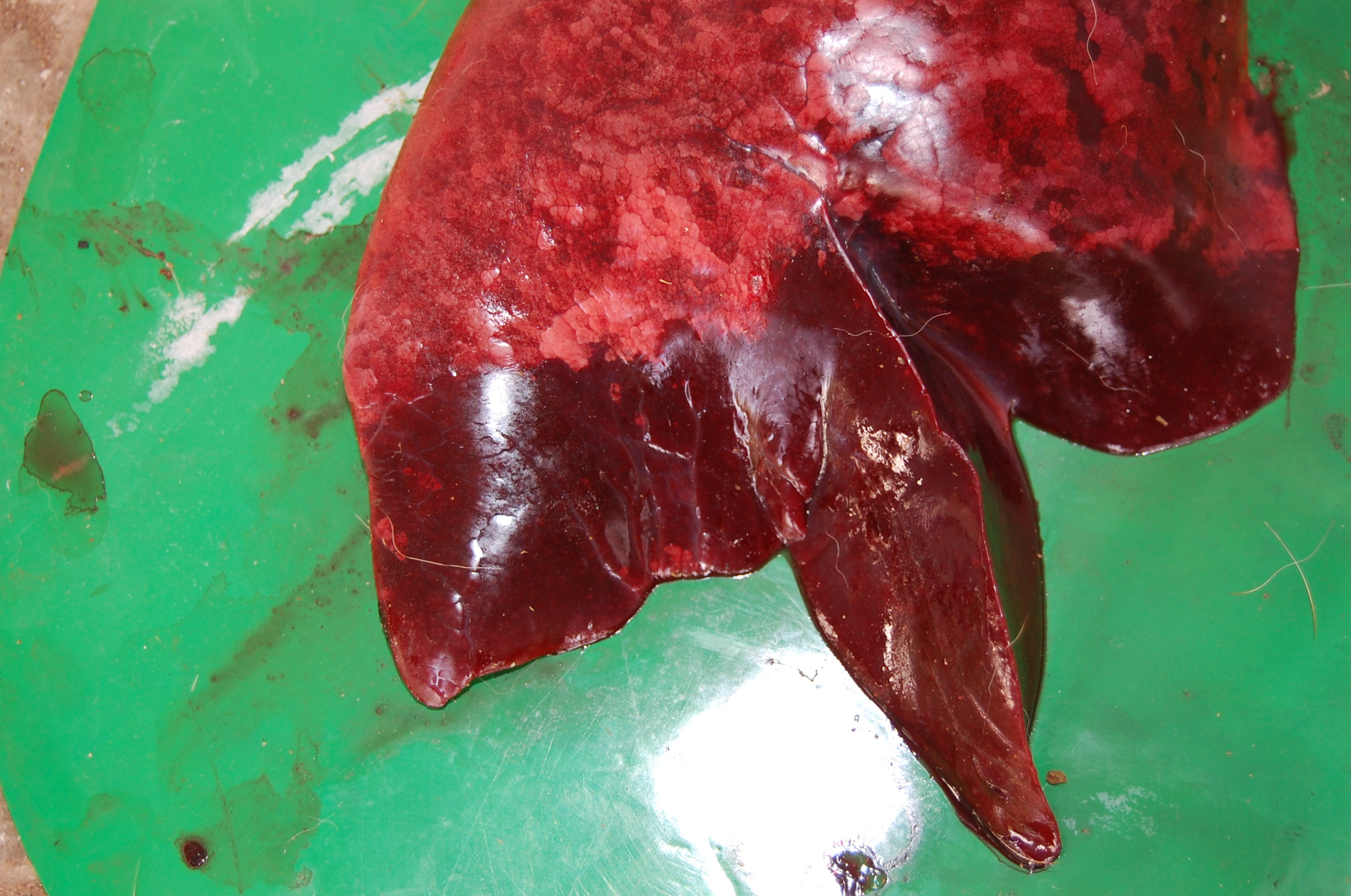
تكبد رئتي خروف مصاب بذات الرئة

تكبد الرئتين (بالإنجليزية: Hepatization of lungs) هي حالة تحول الرئتين إلى حالة تشبه الكبد، مما يجهل الرئة مراقة وغير قابلة لاحتواء الهواء.
التكبد الأحمر هو حالة امتلاء الحويصلات الهوائية في الرئة بكريات الدم الحمر والخلايا المتعادلة والفبرين، وهذه الحالة تسبق حالة التكبد الرمادي أو السنجابي حيث تتكسر الكريات الحمراء تاركة إفرازات داعمة للفايبرين.
يعد ذات الرئة الفصي السبب الرئيسي لتكبد الرئتين.
كما يحصل تكبد الرئتين في داء الباستوريلات.